# 飛騨信用組合
飛騨信用組合（ひだしんようくみあい）は、岐阜県高山市に本店を置く信用組合。

## 沿革

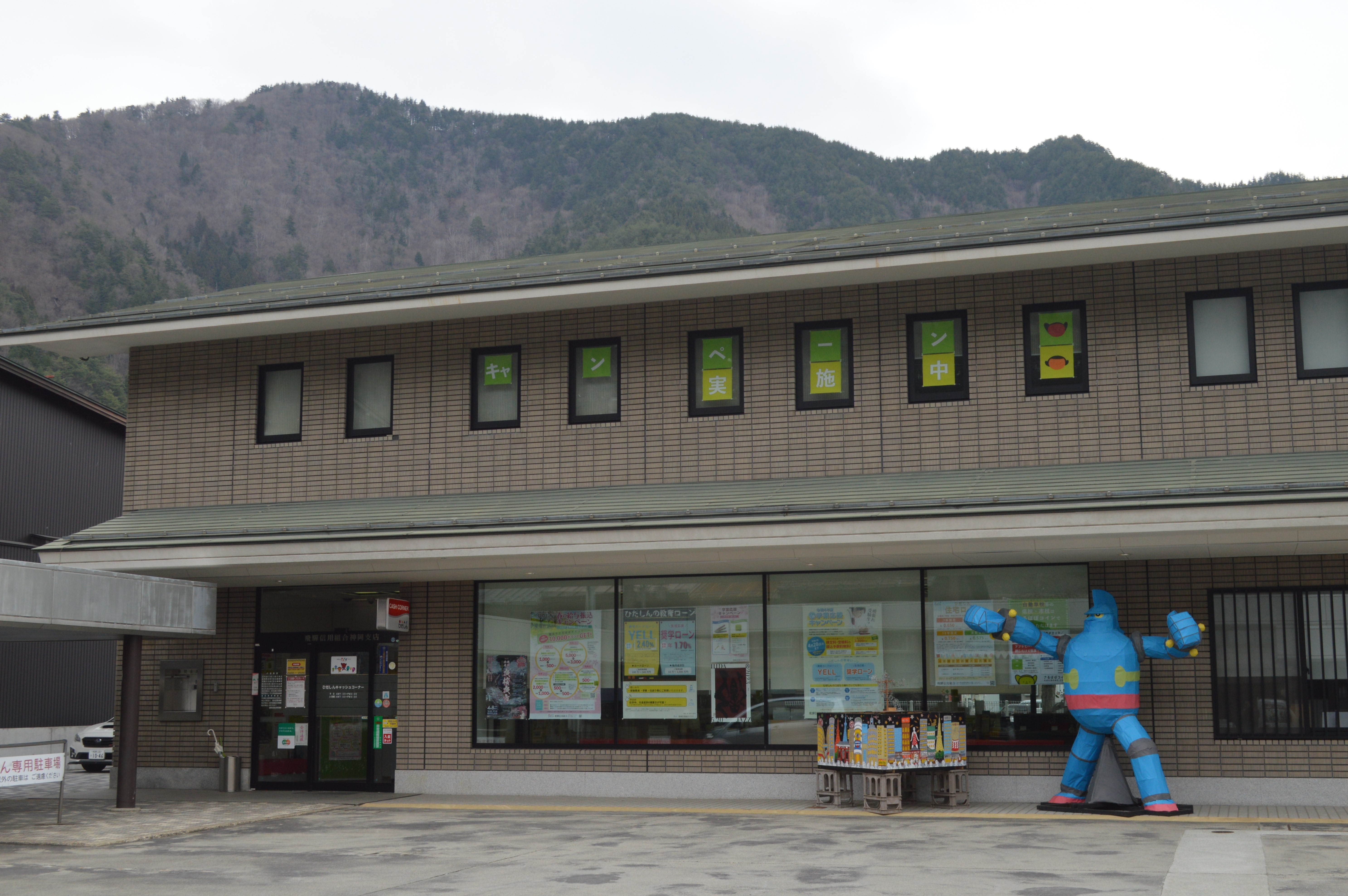
神岡支店

- 1954年（昭和29年）9月 - 飛騨商工信用組合として設立。
- 1974年（昭和49年）4月 - 飛騨信用組合に改称。
- 2013年（平成25年）9月 - 高山市本町より同市内花岡町に本店営業部を新築移転。

## 特色
岐阜県北部の飛騨地方を営業地域としている。略称は「ひだしん」。
飛騨地方の伝統的な民芸人形であるさるぼぼの名を冠した事業を複数展開している、利用者を組織化した「さるぼぼ倶楽部」や、「飛騨・高山さるぼぼ結ファンド投資事業有限責任組合」の設立、電子地域通貨「さるぼぼコイン」導入などである。
飛騨地方と歴史的に関りが深い富山県の同業である富山県信用組合とは、北陸新幹線の開業を機に2015年（平成27年）に提携を結んだ。
同じ岐阜県内の金融機関とはATM利用で協力関係にある。益田信用組合（下呂市）のキャッシュカードによる入出金（それ以外の信用組合のカードは他信組扱い）と、十六銀行のカードによる出金は自組合扱いとなる。